# 神崎ひさあき
神崎 ひさあき（かんざき ひさあき ）は、日本のサックスプレーヤー。高知県出身。  

## 略歴
青山学院大学卒業後、『神崎オン・ザ・ロード』を結成。
1980年『OPEN MY ROAD』でデビュー。神崎オン・ザ・ロードで、3枚のアルバムをリリース。
1986年 渡米。
1988年ソロアルバム『KANZAKI』をリリース（ラス・フリーマン、リッピングトンズが参加）。
2009年、盟友・マイケル・パウロとのプロジェクト『エイジアン・ソウル・ブラザーズ』で、『ASIAN SOUL BROTHERS ft.KANZAKI＆Michael Paulo』をリリース。エイジアン・ソウル・ブラザーズのほか、国際的な幅広い活動を展開している。

## ディスコグラフィ

### アルバム
- 1980年 神崎オン・ザ・ロード 『OPEN MY ROAD』
- 1980年 神崎オン・ザ・ロード 2nd『little Road Gang』(ゲスト/マイク・マイニエリ)
- 1981年 神崎オン・ザ・ロード 3rd『Long Romantic Road』
- 1988年 SOLO ALBUM 『KANZAKI』リリース。ラス・フリーマン(G)をサウンド・プロデューサーに迎えたアルバム。

　参加アーティスト：デヴィッド・ベノワ、デヴィッド・ガーフィールズ(key)ブランダン・フィールズ(sax)リッキー・マイナー(b)フィル・ペリー(vo)等。
- 1994年 クリスマスアルバム『サンタクロースの日曜日』ヒロシマのボーカルMUCHUNをL.A.から日本に呼び寄せ、

プロデュースしたアルバム。参加アーティスト：MUCHUN(Vo)、金子飛鳥(Vl)、妹尾隆一郎(Blues Harp) 大上留璃子(Vo)他 
- 2006年 1988年リリースの『KANZAKI』を自身のレーベルReal Play Recordsより再リリース。
- 2006年 ストリングス・カルテットとの共演『OZONIC』リリース
- 2009年 盟友マイケル・パウロ（SAX）とのユニット『エイジアン・ソウル・ブラザーズ』で『ASIAN SOUL BROTHERS Ft.KANZAKI&Michael Paulo』リリース。